# Улица Исаева (Казань)
Улица Исаева ― улица в Московском районе Казани. Названа в честь Героя Советского Союза Алексея Исаева.

## География
Начинаясь от улицы Восстания, пересекает Городскую улицу и заканчивается у парка Урицкого пересечением с улицей Гагарина. Ранее пересекалась с улицами 3-я Союзная, 5-я Союзная и 7-я Союзная.

## История
Возникла до революции как часть Удельной стройки, самое раннее известное строение (ныне снесённый частный дом № 3) на улице относится к 1912 году. Ранее была известна как две улицы: 10-я Удельная и Безымянная, которые были объединены в 14-ю Союзную улицу в 1927 году.
По состоянию на конец 1930-х, на улице располагались домовладения №№ 1/112—19/24 и 2/110—26 (с пропусками).
27 октября 1962 года переименована в улицу Исаева. 
В 1960–1970-е годы все частные постройки на улице были ликвидированы, а сама улица значительно сократилась в длине. Часть улицы от её начала до улицы Восстания была застроена жилыми домами кварталов № 32 и 46. В результате улица приобрела свой современный облик.
На оставшейся части улицы были построены три жилых дома моторостроительного завода и один жилой дом Казанского филиала НИАТ, имеющий адресацию по улице Восстания (№ 72).
После вхождения Удельной стройки в состав Казани улица вошла в состав слободы Восстания, административно относившейся к 6-й городской части. После введения в городе деления на административные районы входила в состав Заречного (до 1935), Кировского и Ленинского (1935—1938), Ленинского (1938—1973) и Московского (с 1973) районов.

## Объекты
- № 5 — госпиталь для ветеранов войн (ранее — городская больница № 13).[20]
- № 12/13 — общежитие ФЗУ фабрики «Киноплёнка-8» (архитектор Андрей Спориус).[21] В позднесоветский период в здании находился НИИ профессионально-технической подготовки АПН СССР.[22] Ныне занят Казанским филиалом Федерального научного центра психологических и междисциплинарных исследований.[23]

- № 14, 16, 18  — жилые дома моторостроительного завода.[7]